# Tour des Flandres féminin 2009
La 6e édition du Tour des Flandres féminin a lieu le 5 avril 2009. C'est la deuxième épreuve de la Coupe du monde. L'épreuve est remportée par l'Allemande Ina-Yoko Teutenberg.

## Équipes
| Équipes féminines professionnelles (21)- Bigla - Cervélo TestTeam - Team CMAX Dila - Columbia-HTC Women - DSB Bank-Nederland Bloeit - ESGL 93-GSD Gestion - Fenixs - Flexpoint - Gauss RDZ Ormu-Colnago - Hitec Products-UCK - Leontien.nl - Lotto-Belisol Ladiesteam - Equipe Nürnberger Versicherung - Red Sun Cycling Team - Safi-Pasta Zara-Titanedi - SC Michela Fanini Record Rox - Selle Italia Ghezzi - Topsport Vlaanderen-Thompson - Uniqa-Elk - Vienne Futuroscope - Vision 1 Racing Équipes nationales (4)- Allemagne - États-Unis - Grande-Bretagne - Pays-Bas |
| |

## Parcours
La course démarre d'Audenarde. Le mur de Grammont, traditionnel juge de paix de l'épreuve se trouve à seize kilomètres et l'arrivée et la dernière ascension de l'épreuve est le Bosberg situé à douze kilomètres de l'arrivée qui est placée à Meerbeke.
Onze monts sont au programme de cette édition,:
| Mont | Nom             | Km    | Revêtement | Longueur (m) | Pente moyenne | Pente maxi | Km de l'arrivée |
| ---- | --------------- | ----- | ---------- | ------------ | ------------- | ---------- | --------------- |
| 1    | Molenberg       |       | pavés      | 463          | 7,0 %         | 14,2 %     |                 |
| 2    | Wolvenberg      |       | asphalte   | 666          | 6,8 %         | 17,3 %     |                 |
| 3    | Achterberg      |       | asphalte   | 1 300        | 5 %           |            |                 |
| 4    | Varent          | 78,3  | pavés      | 900          | 5 %           | 10 %       | 53,3            |
| 5    | Leberg          | 83,9  | asphalte   | 950          | 4,2 %         | 13,8 %     | 47,7            |
| 6    | Berendries      | 87,8  | asphalte   | 940          | 7 %           | 12,3 %     | 43,8            |
| 7    | Valkenberg      | 93,6  | asphalte   | 540          | 8,1 %         | 12,8 %     | 38,0            |
| 8    | Tenbosse        | 100,4 | asphalte   | 450          | 6,9 %         | 8,7 %      | 31,2            |
| 9    | Eikenmolen (nl) | 105,9 | asphalte   | 610          | 5,9 %         | 12,5 %     | 25,7            |
| 10   | Mur de Grammont | 115,8 | pavés      | 475          | 9,3 %         | 19,8 %     | 15,8            |
| 11   | Bosberg         | 119,8 | pavés      | 980          | 5,8 %         | 11 %       | 11,8            |

En sus, deux secteurs pavés se trouvent sur le parcours :
| Secteur | Nom           | Km | Longueur (m) | Km de l'arrivée |
| ------- | ------------- | -- | ------------ | --------------- |
| 1       | Kerkgate      |    | 3 000        |                 |
| 2       | Haaghoek (nl) |    | 2 000        |                 |

## Favorites
En l'absence de la vainqueur sortante Judith Arndt, blessée, Nicole Cooke et Marianne Vos font figure de favorite. Kristin Armstrong est également une candidate à la victoire. Chez les sprinteuses, Ina-Yoko Teutenberg et Kirsten Wild semblent les mieux placées.

## Récit de la course
La météo est sèche et les températures clémentes. Le début de course est animé par une échappée d'Alona Andruk qui sort au kilomètre vingt-quatre, aux alentours du Molenberg. Latoya Brulee part plus tard en poursuite, mais ne parvient jamais à faire la jonction. L'avance d'Andruk atteint trois minutes, mais elle est reprise. Les favorites attendent le mur de Grammont. Marianne Vos, Emma Johansson, Noemi Cantele et Nicole Cooke passent en tête. Elles poursuivent à quatre leur effort. Dans le Bosberg, elles sont rejointes par six autres coureuses. Marianne Vos attaque de nouveau. La formation Cervélo TestTeam mène la chasse et reprend la Néerlandaise à quatre kilomètres de l'arrivée. Aux deux kilomètres, Eva Lutz tente à son tour, mais est aussi revue. Au sprint, Ina-Yoko Teutenberg s'impose devant Kirsten Wild,,,.

## Classements

### Classement final
| \| Classement général \| Classement général \| Classement général \| Classement général \| Classement général \| \| Coureuse \| Coureuse \| Pays \| Équipe \| Temps \| \| ------------------ \| ------------------- \| ------------------ \| ------------------------- \| ------------------ \| \| 1re \| Ina-Yoko Teutenberg \| Allemagne \| Columbia-HTC Women \| 3 h 30 min 12 s \| \| 2e \| Kirsten Wild \| Pays-Bas \| Cervélo TestTeam \| + 0 s \| \| 3e \| Emma Johansson \| Suède \| Red Sun Cycling Team \| + 0 s \| \| 4e \| Nicole Cooke \| Royaume-Uni \| Vision 1 Racing \| + 0 s \| \| 5e \| Martine Bras \| Pays-Bas \| Selle Italia Ghezzi \| + 0 s \| \| 6e \| Marianne Vos \| Pays-Bas \| DSB Bank-Nederland Bloeit \| + 0 s \| \| 7e \| Julia Martisova \| Russie \| Gauss RDZ Ormu-Colnago \| + 0 s \| \| 8e \| Noemi Cantele \| Italie \| Bigla \| + 0 s \| \| 9e \| Loes Gunnewijk \| Pays-Bas \| Flexpoint \| + 0 s \| \| 10e \| Grace Verbeke \| Belgique \| Lotto-Belisol Ladiesteam \| + 0 s \| |                     |             |                           |                 |
| |                     |             |                           |                 |
| Source : Cycling Quotient |                     |             |                           |                 |
| Classement général |                     |             |                           |                 |
| Coureuse | Coureuse            | Pays        | Équipe                    | Temps           |
| 1re | Ina-Yoko Teutenberg | Allemagne   | Columbia-HTC Women        | 3 h 30 min 12 s |
| 2e | Kirsten Wild        | Pays-Bas    | Cervélo TestTeam          | + 0 s           |
| 3e | Emma Johansson      | Suède       | Red Sun Cycling Team      | + 0 s           |
| 4e | Nicole Cooke        | Royaume-Uni | Vision 1 Racing           | + 0 s           |
| 5e | Martine Bras        | Pays-Bas    | Selle Italia Ghezzi       | + 0 s           |
| 6e | Marianne Vos        | Pays-Bas    | DSB Bank-Nederland Bloeit | + 0 s           |
| 7e | Julia Martisova     | Russie      | Gauss RDZ Ormu-Colnago    | + 0 s           |
| 8e | Noemi Cantele       | Italie      | Bigla                     | + 0 s           |
| 9e | Loes Gunnewijk      | Pays-Bas    | Flexpoint                 | + 0 s           |
| 10e | Grace Verbeke       | Belgique    | Lotto-Belisol Ladiesteam  | + 0 s           |

### Points attribués
| Position           | 1er | 2e | 3e | 4e | 5e | 6e | 7e | 8e | 9e | 10e | 11e | 12e | 13e | 14e | 15e |
| Classement général | 100 | 70 | 40 | 30 | 25 | 20 | 15 | 10 | 9  | 8   | 7   | 6   | 5   | 4   | 3   |

## Liste des participantes
| Légende | Légende                                                                    | Légende | Légende                                                    |
| ------- | -------------------------------------------------------------------------- | ------- | ---------------------------------------------------------- |
| Num     | Dossard de départ porté par le coureur sur ce Tour des Flandres            | Pos     | Position à l'arrivée de la course                          |
|         | Indique un maillot de champion national ou mondial, suivi de sa spécialité | NP      | Indique un coureur qui n'a pas pris le départ de la course |
| AB      | Indique un coureur qui n'a pas terminé la course                           | HD      | Indique un coureur qui a terminé la course hors des délais |

| Columbia-HTC Women TCW | Columbia-HTC Women TCW            | Columbia-HTC Women TCW |
| ---------------------- | --------------------------------- | ---------------------- |
| Num                    | Coureuse                          | Pos                    |
| 1                      | Linda Villumsen (DEN) (route)     | 47e                    |
| 2                      | Kimberly Anderson (USA)           | 46e                    |
| 3                      | Alexandra Wrubleski (CAN) (route) | 42e                    |
| 4                      | Chantal Beltman (NED)             | 77e                    |
| 5                      | Luise Keller (GER) (route)        | 65e                    |
| 6                      | Ina-Yoko Teutenberg (GER)         | 1re                    |

| Cervélo TestTeam CWT | Cervélo TestTeam CWT    | Cervélo TestTeam CWT |
| -------------------- | ----------------------- | -------------------- |
| Num                  | Coureuse                | Pos                  |
| 11                   | Kristin Armstrong (USA) | 18e                  |
| 12                   | Lieselot Decroix (BEL)  | 33e                  |
| 13                   | Sarah Düster (GER)      | 17e                  |
| 14                   | Claudia Häusler (GER)   | 50e                  |
| 15                   | Christiane Soeder (AUT) | 13e                  |
| 16                   | Kirsten Wild (NED)      | 2e                   |

| DSB Bank-Nederland Bloeit ARC | DSB Bank-Nederland Bloeit ARC | DSB Bank-Nederland Bloeit ARC |
| ----------------------------- | ----------------------------- | ----------------------------- |
| Num                           | Coureuse                      | Pos                           |
| 21                            | Angela Brodtka (GER)          | 82e                           |
| 22                            | Tina Liebig (GER)             | 76e                           |
| 23                            | Adrie Visser (NED)            | 25e                           |
| 24                            | Annemiek van Vleuten (NED)    | 30e                           |
| 25                            | Liesbet De Vocht (BEL)        | 20e                           |
| 26                            | Marianne Vos (NED) (route)    | 6e                            |

| Equipe Nürnberger Versicherung NUR | Equipe Nürnberger Versicherung NUR | Equipe Nürnberger Versicherung NUR |
| ---------------------------------- | ---------------------------------- | ---------------------------------- |
| Num                                | Coureuse                           | Pos                                |
| 31                                 | Christina Becker (GER)             | AB                                 |
| 32                                 | Marlen Jöhrend (GER)               | AB                                 |
| 33                                 | Charlotte Becker (GER)             | 63e                                |
| 34                                 | Eva Lutz (GER)                     | 14e                                |
| 35                                 | Amber Neben (USA)                  | 49e                                |
| 36                                 | Trixi Worrack (GER)                | 11e                                |

| Bigla BCT | Bigla BCT                            | Bigla BCT |
| --------- | ------------------------------------ | --------- |
| Num       | Coureuse                             | Pos       |
| 41        | Nicole Brändli (SUI)                 | 37e       |
| 42        | Noemi Cantele (ITA)                  | 8e        |
| 43        | Karin Thürig (SUI)                   | 64e       |
| 44        | Jennifer Hohl (SUI) (route)          | AB        |
| 45        | Bettina Kühn (SUI)                   | AB        |
| 46        | Modesta Vžesniauskaitė (LTU) (route) | 26e       |

| Selle Italia Ghezzi MSI | Selle Italia Ghezzi MSI        | Selle Italia Ghezzi MSI |
| ----------------------- | ------------------------------ | ----------------------- |
| Num                     | Coureuse                       | Pos                     |
| 51                      | Fabiana Luperini (ITA) (route) | 78e                     |
| 52                      | Agne Bagdonaviciutė (LTU)      | AB                      |
| 53                      | Kaytee Boyd (NZL)              | 75e                     |
| 54                      | Martine Bras (NED)             | 5e                      |
| 55                      | Oxana Kozonchuk (RUS)          | 59e                     |
| 56                      | Sigrid Corneo (SLO)            | 79e                     |

| Gauss RDZ Ormu-Colnago GAU | Gauss RDZ Ormu-Colnago GAU    | Gauss RDZ Ormu-Colnago GAU |
| -------------------------- | ----------------------------- | -------------------------- |
| Num                        | Coureuse                      | Pos                        |
| 61                         | Tatiana Antoshina (RUS)       | 38e                        |
| 62                         | Tania Belvederesi (ITA)       | 15e                        |
| 63                         | Martina Corazza (ITA)         | 51e                        |
| 64                         | Julia Martisova (RUS) (route) | 7e                         |
| 65                         | Emanuela Azzini (ITA)         | 74e                        |
| 66                         | Eleonora Suelotto (ITA)       | AB                         |

| Flexpoint FLX | Flexpoint FLX           | Flexpoint FLX |
| ------------- | ----------------------- | ------------- |
| Num           | Coureuse                | Pos           |
| 71            | Susanne Ljungskog (SWE) | 12e           |
| 72            | Jacobien Kanis (NED)    | 83e           |
| 73            | Loes Gunnewijk (NED)    | 9e            |
| 74            | Trine Schmidt (DEN)     | 66e           |
| 75            | Iris Slappendel (NED)   | 60e           |
| 76            | Saskia Elemans (NED)    | 81e           |

| Red Sun Cycling Team RSC | Red Sun Cycling Team RSC | Red Sun Cycling Team RSC |
| ------------------------ | ------------------------ | ------------------------ |
| Num                      | Coureuse                 | Pos                      |
| 81                       | Emma Johansson (SWE)     | 3e                       |
| 82                       | Ludivine Henrion (BEL)   | 21e                      |
| 83                       | Mascha Pijnenborg (NED)  | 36e                      |
| 84                       | Laure Werner (BEL)       | 73e                      |
| 85                       | Latoya Brulee (BEL)      | AB                       |
| 86                       | Petra Dijkman (NED)      | 58e                      |

| Safi-Pasta Zara-Titanedi SAF | Safi-Pasta Zara-Titanedi SAF | Safi-Pasta Zara-Titanedi SAF |
| ---------------------------- | ---------------------------- | ---------------------------- |
| Num                          | Coureuse                     | Pos                          |
| 91                           | Alona Andruk (UKR)           | 80e                          |
| 92                           | Alessandra Borchi (ITA)      | AB                           |
| 93                           | Giorgia Bronzini (ITA)       | 19e                          |
| 94                           | Eneritz Iturriaga (ESP)      | 56e                          |
| 95                           | Rasa Leleivytė (LTU)         | 55e                          |
| 96                           | Diana Žiliūtė (LTU)          | AB                           |

| Vision 1 Racing VOR | Vision 1 Racing VOR            | Vision 1 Racing VOR |
| ------------------- | ------------------------------ | ------------------- |
| Num                 | Coureuse                       | Pos                 |
| 101                 | Nicole Cooke (GBR) (route)     | 4e                  |
| 102                 | Vicki Whitelaw (AUS)           | 16e                 |
| 103                 | Gabriella Durrin (GBR)         | AB                  |
| 104                 | Debby van den Berg (NED)       | AB                  |
| 105                 | Christel Ferrier-Bruneau (FRA) | 27e                 |
| 106                 | Danielle King (GBR)            | AB                  |

| Lotto-Belisol Ladiesteam LLT | Lotto-Belisol Ladiesteam LLT | Lotto-Belisol Ladiesteam LLT |
| ---------------------------- | ---------------------------- | ---------------------------- |
| Num                          | Coureuse                     | Pos                          |
| 111                          | Lien Lanssens (BEL)          | 61e                          |
| 112                          | Catherine Delfosse (BEL)     | 28e                          |
| 113                          | Sofie De Vuyst (BEL)         | AB                           |
| 114                          | Rochelle Gilmore (AUS)       | 52e                          |
| 115                          | Kim Schoonbaert (BEL)        | 69e                          |
| 116                          | Grace Verbeke (BEL)          | 10e                          |

| Team CMAX Dila DGC | Team CMAX Dila DGC          | Team CMAX Dila DGC |
| ------------------ | --------------------------- | ------------------ |
| Num                | Coureuse                    | Pos                |
| 121                | Edita Pučinskaitė (LTU)     | 32e                |
| 122                | Marta Vilajosana (ESP)      | 23e                |
| 123                | Saneila Biagi (ITA)         | AB                 |
| 124                | Silvia Tirado Márquez (ESP) | AB                 |
| 125                | Alice Donadoni (ITA)        | AB                 |
| 126                | Francesca Faustini (ITA)    | AB                 |

| Fenixs FEN | Fenixs FEN                      | Fenixs FEN |
| ---------- | ------------------------------- | ---------- |
| Num        | Coureuse                        | Pos        |
| 131        | Karin Aune (SWE)                | 53e        |
| 132        | Natalja Bojarskaja (RUS)        | AB         |
| 133        | Suzie Godart (LUX)              | AB         |
| 134        | Catherine Hare Willianson (GBR) | 24e        |
| 135        | Corine Hierckens (BEL)          | AB         |
| 136        | Urtė Juodvalkytė (LTU)          | AB         |

| Leontien.nl LNL | Leontien.nl LNL           | Leontien.nl LNL |
| --------------- | ------------------------- | --------------- |
| Num             | Coureuse                  | Pos             |
| 141             | Andrea Bosman (NED)       | 40e             |
| 142             | Irene van den Broek (NED) | 43e             |
| 143             | Marlijn Binnendijk (NED)  | AB              |
| 144             | Chantal Blaak (NED)       | 34e             |
| 145             | Monique van de Ree (NED)  | 72e             |
| 146             | Lucinda Brand (NED)       | 44e             |

| Vienne Futuroscope FUT | Vienne Futuroscope FUT  | Vienne Futuroscope FUT |
| ---------------------- | ----------------------- | ---------------------- |
| Num                    | Coureuse                | Pos                    |
| 151                    | Audrey Cordon (FRA)     | 62e                    |
| 152                    | Florence Girardet (FRA) | AB                     |
| 153                    | Marina Jaunâtre (FRA)   | 35e                    |
| 154                    | Pascale Jeuland (FRA)   | 22e                    |

| SC Michela Fanini Record Rox MIC | SC Michela Fanini Record Rox MIC | SC Michela Fanini Record Rox MIC |
| -------------------------------- | -------------------------------- | -------------------------------- |
| Num                              | Coureuse                         | Pos                              |
| 161                              | Alessia Quarta (ITA)             | AB                               |
| 162                              | Rosane Kirch (BRA)               | AB                               |
| 163                              | Flávia Oliveira (BRA)            | AB                               |
| 164                              | Carmen McNellis (USA)            | 57e                              |
| 165                              | Carly Hibberd (AUS)              | AB                               |
| 166                              | Giulia Lazzerini (ITA)           | AB                               |

| Uniqa - ELK KSK | Uniqa - ELK KSK                   | Uniqa - ELK KSK |
| --------------- | --------------------------------- | --------------- |
| Num             | Coureuse                          | Pos             |
| 171             | Daniela Pintarelli (AUT)          | 54e             |
| 172             | Martina Růžičková (CZE) (route)   | 71e             |
| 173             | Manuela Grunzweil (AUT)           | AB              |
| 174             | Bernadette Schober (AUT)          | AB              |
| 175             | Nathalie Lamborelle (LUX) (route) | AB              |
| 176             | Stefanie Degle (GER)              | AB              |

| ESGL 93-GSD Gestion ESG | ESGL 93-GSD Gestion ESG | ESGL 93-GSD Gestion ESG |
| ----------------------- | ----------------------- | ----------------------- |
| Num                     | Coureuse                | Pos                     |
| 181                     | Béatrice Thomas (FRA)   | AB                      |
| 182                     | Christine Majerus (LUX) | AB                      |
| 183                     | Estelle Patou (FRA)     | AB                      |
| 185                     | Mélodie Lesueur (FRA)   | AB                      |
| 186                     | Sophie Creux (FRA)      | 29e                     |

| Topsport Vlaanderen Thompson Ladies VLL | Topsport Vlaanderen Thompson Ladies VLL | Topsport Vlaanderen Thompson Ladies VLL |
| --------------------------------------- | --------------------------------------- | --------------------------------------- |
| Num                                     | Coureuse                                | Pos                                     |
| 191                                     | Jessie Daams (BEL)                      | 67e                                     |
| 192                                     | Kelly Druyts (BEL)                      | 31e                                     |
| 193                                     | Sjoukje Dufoer (BEL)                    | 41e                                     |
| 194                                     | Loes Sels (BEL)                         | 45e                                     |
| 195                                     | Katrien Van Looy (BEL)                  | AB                                      |
| 196                                     | Jolien D'Hoore (BEL)                    | AB                                      |

| Hitec Products-UCK HPU | Hitec Products-UCK HPU      | Hitec Products-UCK HPU |
| ---------------------- | --------------------------- | ---------------------- |
| Num                    | Coureuse                    | Pos                    |
| 201                    | Daniëlle Bekkering (NED)    | AB                     |
| 202                    | Eyelien Bekkering (NED)     | AB                     |
| 203                    | Tone Hatteland Lima (NOR)   | AB                     |
| 204                    | Bjørg Eva Jensen (NOR)      | AB                     |
| 205                    | Isabelle Söderberg (SWE)    | AB                     |
| 206                    | Margriet Helena Kloppenburg | AB                     |

| Allemagne GER | Allemagne GER       | Allemagne GER |
| ------------- | ------------------- | ------------- |
| Num           | Coureuse            | Pos           |
| 211           | Hanna Amend         | AB            |
| 212           | Jana Schemmer       | AB            |
| 213           | Denise Zuckermandel | 70e           |
| 214           | Laura Dittmann      | AB            |

| Pays-Bas NED | Pays-Bas NED      | Pays-Bas NED |
| ------------ | ----------------- | ------------ |
| Num          | Coureuse          | Pos          |
| 221          | Sharon van Essen  | AB           |
| 222          | Sissy van Alebeek | AB           |
| 223          | Anne Eversdijk    | AB           |
| 224          | Hannah Welter     | AB           |
| 225          | Roxane Knetemann  | AB           |

| États-Unis USA | États-Unis USA   | États-Unis USA |
| -------------- | ---------------- | -------------- |
| Num            | Coureuse         | Pos            |
| 231            | Jessica Phillips | AB             |
| 232            | Lea Davison      | 48e            |
| 233            | Ally Stacher     | AB             |
| 234            | Kristin McGrath  | AB             |
| 235            | Amber Rais       | AB             |

| Grande-Bretagne GBR | Grande-Bretagne GBR  | Grande-Bretagne GBR |
| ------------------- | -------------------- | ------------------- |
| Num                 | Coureuse             | Pos                 |
| 241                 | Lucy Martin          | AB                  |
| 242                 | Alex Greenfield      | AB                  |
| 243                 | Katie Colclough      | 68e                 |
| 244                 | Jessica Allen        | 39e                 |
| 246                 | Joanna Rowsell-Shand | AB                  |

| Columbia-HTC Women TCW | Columbia-HTC Women TCW            | Columbia-HTC Women TCW |
| ---------------------- | --------------------------------- | ---------------------- |
| Num                    | Coureuse                          | Pos                    |
| 1                      | Linda Villumsen (DEN) (route)     | 47e                    |
| 2                      | Kimberly Anderson (USA)           | 46e                    |
| 3                      | Alexandra Wrubleski (CAN) (route) | 42e                    |
| 4                      | Chantal Beltman (NED)             | 77e                    |
| 5                      | Luise Keller (GER) (route)        | 65e                    |
| 6                      | Ina-Yoko Teutenberg (GER)         | 1re                    |

| Cervélo TestTeam CWT | Cervélo TestTeam CWT    | Cervélo TestTeam CWT |
| -------------------- | ----------------------- | -------------------- |
| Num                  | Coureuse                | Pos                  |
| 11                   | Kristin Armstrong (USA) | 18e                  |
| 12                   | Lieselot Decroix (BEL)  | 33e                  |
| 13                   | Sarah Düster (GER)      | 17e                  |
| 14                   | Claudia Häusler (GER)   | 50e                  |
| 15                   | Christiane Soeder (AUT) | 13e                  |
| 16                   | Kirsten Wild (NED)      | 2e                   |

| DSB Bank-Nederland Bloeit ARC | DSB Bank-Nederland Bloeit ARC | DSB Bank-Nederland Bloeit ARC |
| ----------------------------- | ----------------------------- | ----------------------------- |
| Num                           | Coureuse                      | Pos                           |
| 21                            | Angela Brodtka (GER)          | 82e                           |
| 22                            | Tina Liebig (GER)             | 76e                           |
| 23                            | Adrie Visser (NED)            | 25e                           |
| 24                            | Annemiek van Vleuten (NED)    | 30e                           |
| 25                            | Liesbet De Vocht (BEL)        | 20e                           |
| 26                            | Marianne Vos (NED) (route)    | 6e                            |

| Equipe Nürnberger Versicherung NUR | Equipe Nürnberger Versicherung NUR | Equipe Nürnberger Versicherung NUR |
| ---------------------------------- | ---------------------------------- | ---------------------------------- |
| Num                                | Coureuse                           | Pos                                |
| 31                                 | Christina Becker (GER)             | AB                                 |
| 32                                 | Marlen Jöhrend (GER)               | AB                                 |
| 33                                 | Charlotte Becker (GER)             | 63e                                |
| 34                                 | Eva Lutz (GER)                     | 14e                                |
| 35                                 | Amber Neben (USA)                  | 49e                                |
| 36                                 | Trixi Worrack (GER)                | 11e                                |

| Bigla BCT | Bigla BCT                            | Bigla BCT |
| --------- | ------------------------------------ | --------- |
| Num       | Coureuse                             | Pos       |
| 41        | Nicole Brändli (SUI)                 | 37e       |
| 42        | Noemi Cantele (ITA)                  | 8e        |
| 43        | Karin Thürig (SUI)                   | 64e       |
| 44        | Jennifer Hohl (SUI) (route)          | AB        |
| 45        | Bettina Kühn (SUI)                   | AB        |
| 46        | Modesta Vžesniauskaitė (LTU) (route) | 26e       |

| Selle Italia Ghezzi MSI | Selle Italia Ghezzi MSI        | Selle Italia Ghezzi MSI |
| ----------------------- | ------------------------------ | ----------------------- |
| Num                     | Coureuse                       | Pos                     |
| 51                      | Fabiana Luperini (ITA) (route) | 78e                     |
| 52                      | Agne Bagdonaviciutė (LTU)      | AB                      |
| 53                      | Kaytee Boyd (NZL)              | 75e                     |
| 54                      | Martine Bras (NED)             | 5e                      |
| 55                      | Oxana Kozonchuk (RUS)          | 59e                     |
| 56                      | Sigrid Corneo (SLO)            | 79e                     |

| Gauss RDZ Ormu-Colnago GAU | Gauss RDZ Ormu-Colnago GAU    | Gauss RDZ Ormu-Colnago GAU |
| -------------------------- | ----------------------------- | -------------------------- |
| Num                        | Coureuse                      | Pos                        |
| 61                         | Tatiana Antoshina (RUS)       | 38e                        |
| 62                         | Tania Belvederesi (ITA)       | 15e                        |
| 63                         | Martina Corazza (ITA)         | 51e                        |
| 64                         | Julia Martisova (RUS) (route) | 7e                         |
| 65                         | Emanuela Azzini (ITA)         | 74e                        |
| 66                         | Eleonora Suelotto (ITA)       | AB                         |

| Flexpoint FLX | Flexpoint FLX           | Flexpoint FLX |
| ------------- | ----------------------- | ------------- |
| Num           | Coureuse                | Pos           |
| 71            | Susanne Ljungskog (SWE) | 12e           |
| 72            | Jacobien Kanis (NED)    | 83e           |
| 73            | Loes Gunnewijk (NED)    | 9e            |
| 74            | Trine Schmidt (DEN)     | 66e           |
| 75            | Iris Slappendel (NED)   | 60e           |
| 76            | Saskia Elemans (NED)    | 81e           |

| Red Sun Cycling Team RSC | Red Sun Cycling Team RSC | Red Sun Cycling Team RSC |
| ------------------------ | ------------------------ | ------------------------ |
| Num                      | Coureuse                 | Pos                      |
| 81                       | Emma Johansson (SWE)     | 3e                       |
| 82                       | Ludivine Henrion (BEL)   | 21e                      |
| 83                       | Mascha Pijnenborg (NED)  | 36e                      |
| 84                       | Laure Werner (BEL)       | 73e                      |
| 85                       | Latoya Brulee (BEL)      | AB                       |
| 86                       | Petra Dijkman (NED)      | 58e                      |

| Safi-Pasta Zara-Titanedi SAF | Safi-Pasta Zara-Titanedi SAF | Safi-Pasta Zara-Titanedi SAF |
| ---------------------------- | ---------------------------- | ---------------------------- |
| Num                          | Coureuse                     | Pos                          |
| 91                           | Alona Andruk (UKR)           | 80e                          |
| 92                           | Alessandra Borchi (ITA)      | AB                           |
| 93                           | Giorgia Bronzini (ITA)       | 19e                          |
| 94                           | Eneritz Iturriaga (ESP)      | 56e                          |
| 95                           | Rasa Leleivytė (LTU)         | 55e                          |
| 96                           | Diana Žiliūtė (LTU)          | AB                           |

| Vision 1 Racing VOR | Vision 1 Racing VOR            | Vision 1 Racing VOR |
| ------------------- | ------------------------------ | ------------------- |
| Num                 | Coureuse                       | Pos                 |
| 101                 | Nicole Cooke (GBR) (route)     | 4e                  |
| 102                 | Vicki Whitelaw (AUS)           | 16e                 |
| 103                 | Gabriella Durrin (GBR)         | AB                  |
| 104                 | Debby van den Berg (NED)       | AB                  |
| 105                 | Christel Ferrier-Bruneau (FRA) | 27e                 |
| 106                 | Danielle King (GBR)            | AB                  |

| Lotto-Belisol Ladiesteam LLT | Lotto-Belisol Ladiesteam LLT | Lotto-Belisol Ladiesteam LLT |
| ---------------------------- | ---------------------------- | ---------------------------- |
| Num                          | Coureuse                     | Pos                          |
| 111                          | Lien Lanssens (BEL)          | 61e                          |
| 112                          | Catherine Delfosse (BEL)     | 28e                          |
| 113                          | Sofie De Vuyst (BEL)         | AB                           |
| 114                          | Rochelle Gilmore (AUS)       | 52e                          |
| 115                          | Kim Schoonbaert (BEL)        | 69e                          |
| 116                          | Grace Verbeke (BEL)          | 10e                          |

| Team CMAX Dila DGC | Team CMAX Dila DGC          | Team CMAX Dila DGC |
| ------------------ | --------------------------- | ------------------ |
| Num                | Coureuse                    | Pos                |
| 121                | Edita Pučinskaitė (LTU)     | 32e                |
| 122                | Marta Vilajosana (ESP)      | 23e                |
| 123                | Saneila Biagi (ITA)         | AB                 |
| 124                | Silvia Tirado Márquez (ESP) | AB                 |
| 125                | Alice Donadoni (ITA)        | AB                 |
| 126                | Francesca Faustini (ITA)    | AB                 |

| Fenixs FEN | Fenixs FEN                      | Fenixs FEN |
| ---------- | ------------------------------- | ---------- |
| Num        | Coureuse                        | Pos        |
| 131        | Karin Aune (SWE)                | 53e        |
| 132        | Natalja Bojarskaja (RUS)        | AB         |
| 133        | Suzie Godart (LUX)              | AB         |
| 134        | Catherine Hare Willianson (GBR) | 24e        |
| 135        | Corine Hierckens (BEL)          | AB         |
| 136        | Urtė Juodvalkytė (LTU)          | AB         |

| Leontien.nl LNL | Leontien.nl LNL           | Leontien.nl LNL |
| --------------- | ------------------------- | --------------- |
| Num             | Coureuse                  | Pos             |
| 141             | Andrea Bosman (NED)       | 40e             |
| 142             | Irene van den Broek (NED) | 43e             |
| 143             | Marlijn Binnendijk (NED)  | AB              |
| 144             | Chantal Blaak (NED)       | 34e             |
| 145             | Monique van de Ree (NED)  | 72e             |
| 146             | Lucinda Brand (NED)       | 44e             |

| Vienne Futuroscope FUT | Vienne Futuroscope FUT  | Vienne Futuroscope FUT |
| ---------------------- | ----------------------- | ---------------------- |
| Num                    | Coureuse                | Pos                    |
| 151                    | Audrey Cordon (FRA)     | 62e                    |
| 152                    | Florence Girardet (FRA) | AB                     |
| 153                    | Marina Jaunâtre (FRA)   | 35e                    |
| 154                    | Pascale Jeuland (FRA)   | 22e                    |

| SC Michela Fanini Record Rox MIC | SC Michela Fanini Record Rox MIC | SC Michela Fanini Record Rox MIC |
| -------------------------------- | -------------------------------- | -------------------------------- |
| Num                              | Coureuse                         | Pos                              |
| 161                              | Alessia Quarta (ITA)             | AB                               |
| 162                              | Rosane Kirch (BRA)               | AB                               |
| 163                              | Flávia Oliveira (BRA)            | AB                               |
| 164                              | Carmen McNellis (USA)            | 57e                              |
| 165                              | Carly Hibberd (AUS)              | AB                               |
| 166                              | Giulia Lazzerini (ITA)           | AB                               |

| Uniqa - ELK KSK | Uniqa - ELK KSK                   | Uniqa - ELK KSK |
| --------------- | --------------------------------- | --------------- |
| Num             | Coureuse                          | Pos             |
| 171             | Daniela Pintarelli (AUT)          | 54e             |
| 172             | Martina Růžičková (CZE) (route)   | 71e             |
| 173             | Manuela Grunzweil (AUT)           | AB              |
| 174             | Bernadette Schober (AUT)          | AB              |
| 175             | Nathalie Lamborelle (LUX) (route) | AB              |
| 176             | Stefanie Degle (GER)              | AB              |

| ESGL 93-GSD Gestion ESG | ESGL 93-GSD Gestion ESG | ESGL 93-GSD Gestion ESG |
| ----------------------- | ----------------------- | ----------------------- |
| Num                     | Coureuse                | Pos                     |
| 181                     | Béatrice Thomas (FRA)   | AB                      |
| 182                     | Christine Majerus (LUX) | AB                      |
| 183                     | Estelle Patou (FRA)     | AB                      |
| 185                     | Mélodie Lesueur (FRA)   | AB                      |
| 186                     | Sophie Creux (FRA)      | 29e                     |

| Topsport Vlaanderen Thompson Ladies VLL | Topsport Vlaanderen Thompson Ladies VLL | Topsport Vlaanderen Thompson Ladies VLL |
| --------------------------------------- | --------------------------------------- | --------------------------------------- |
| Num                                     | Coureuse                                | Pos                                     |
| 191                                     | Jessie Daams (BEL)                      | 67e                                     |
| 192                                     | Kelly Druyts (BEL)                      | 31e                                     |
| 193                                     | Sjoukje Dufoer (BEL)                    | 41e                                     |
| 194                                     | Loes Sels (BEL)                         | 45e                                     |
| 195                                     | Katrien Van Looy (BEL)                  | AB                                      |
| 196                                     | Jolien D'Hoore (BEL)                    | AB                                      |

| Hitec Products-UCK HPU | Hitec Products-UCK HPU      | Hitec Products-UCK HPU |
| ---------------------- | --------------------------- | ---------------------- |
| Num                    | Coureuse                    | Pos                    |
| 201                    | Daniëlle Bekkering (NED)    | AB                     |
| 202                    | Eyelien Bekkering (NED)     | AB                     |
| 203                    | Tone Hatteland Lima (NOR)   | AB                     |
| 204                    | Bjørg Eva Jensen (NOR)      | AB                     |
| 205                    | Isabelle Söderberg (SWE)    | AB                     |
| 206                    | Margriet Helena Kloppenburg | AB                     |

| Allemagne GER | Allemagne GER       | Allemagne GER |
| ------------- | ------------------- | ------------- |
| Num           | Coureuse            | Pos           |
| 211           | Hanna Amend         | AB            |
| 212           | Jana Schemmer       | AB            |
| 213           | Denise Zuckermandel | 70e           |
| 214           | Laura Dittmann      | AB            |

| Pays-Bas NED | Pays-Bas NED      | Pays-Bas NED |
| ------------ | ----------------- | ------------ |
| Num          | Coureuse          | Pos          |
| 221          | Sharon van Essen  | AB           |
| 222          | Sissy van Alebeek | AB           |
| 223          | Anne Eversdijk    | AB           |
| 224          | Hannah Welter     | AB           |
| 225          | Roxane Knetemann  | AB           |

| États-Unis USA | États-Unis USA   | États-Unis USA |
| -------------- | ---------------- | -------------- |
| Num            | Coureuse         | Pos            |
| 231            | Jessica Phillips | AB             |
| 232            | Lea Davison      | 48e            |
| 233            | Ally Stacher     | AB             |
| 234            | Kristin McGrath  | AB             |
| 235            | Amber Rais       | AB             |

| Grande-Bretagne GBR | Grande-Bretagne GBR  | Grande-Bretagne GBR |
| ------------------- | -------------------- | ------------------- |
| Num                 | Coureuse             | Pos                 |
| 241                 | Lucy Martin          | AB                  |
| 242                 | Alex Greenfield      | AB                  |
| 243                 | Katie Colclough      | 68e                 |
| 244                 | Jessica Allen        | 39e                 |
| 246                 | Joanna Rowsell-Shand | AB                  |

Source,.